# Carrozza

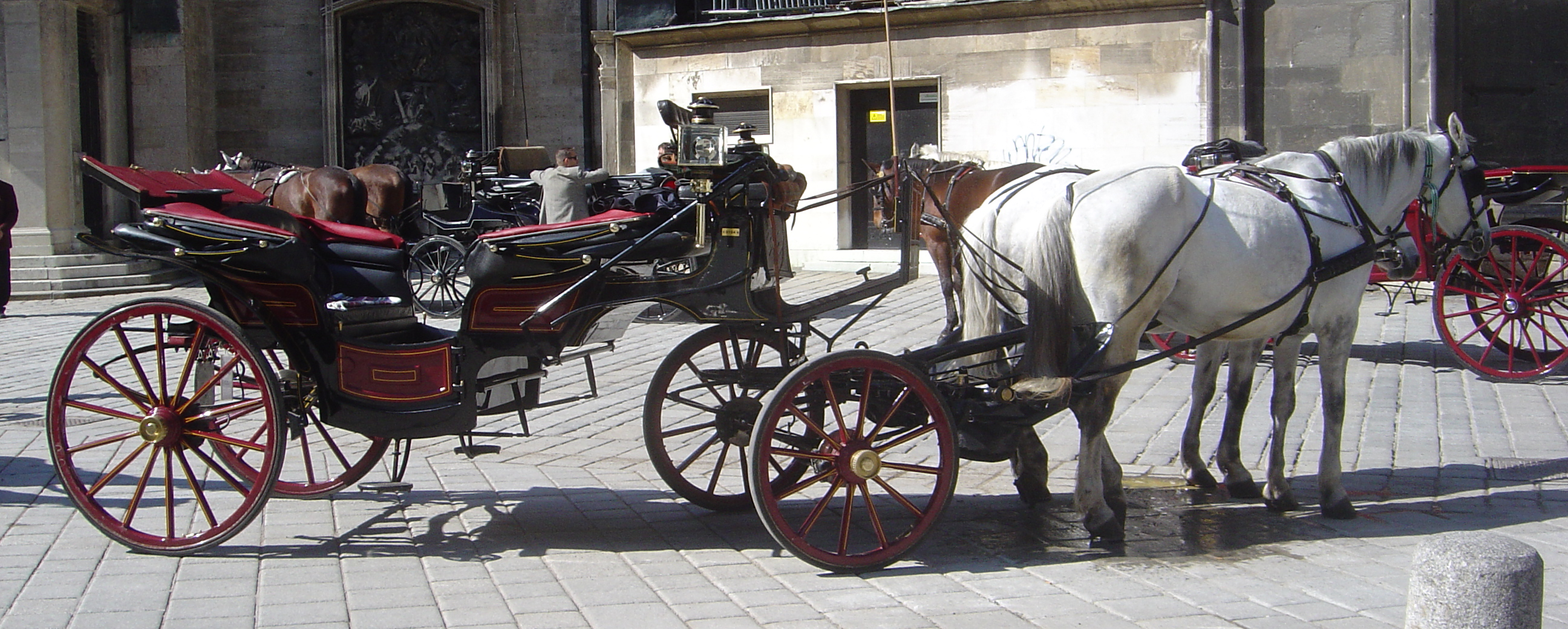
Un fiaker a Vienna

Con carrozza si intende genericamente quel mezzo di trasporto a trazione animale, destinato esclusivamente al trasporto di persone, più diffuso fino alla fine del XIX secolo, ovvero fino all'avvento delle automobili. La sua controparte destinata al trasporto di merci è il carro.
Le carrozze sono di tipologia diversa a seconda dell'impiego a cui sono adibite. Tra le varie denominazioni specifiche esiste ad esempio la berlina chiusa con funzione di rappresentanza, il coupé anch'esso chiuso ma a soli due posti, il calesse aperto per la bella stagione, il landau, dotato di capote o il più lussuoso phaeton, paragonabili alle odierne vetture cabriolet e varie altre versioni.
Esse vengono trainate da animali da tiro, solitamente da uno o più cavalli, a seconda della tipologia del mezzo e del suo impiego. Il conducente, detto cocchiere, è sistemato in posizione avanzata o sul retro della carrozza su un alloggiamento rialzato al di fuori dell'abitacolo destinato ad ospitare i passeggeri, solitamente in configurazione vis-à-vis.
Sulle carrozze vennero per prime sperimentate e utilizzate le tecnologie che ritroviamo sulle moderne auto, quali le sospensioni a balestra per migliorare il comfort di marcia dei passeggeri.
La continuità storica tra la carrozza e l'automobile è testimoniata sia dal fatto che le aziende specializzate nella loro costruzione hanno perlopiù proseguito l'attività di carrozziere nel campo dei nuovi mezzi a motore, sia per il fatto che ancora oggi buona parte dei nomi utilizzati per definire vari tipi di carrozzeria hanno preso nome dalle loro progenitrici.

## Storia
La storia della carrozza si perde nei secoli, già le popolazioni preistoriche e in seguito la civiltà romana utilizzavano carri a trazione animale. L'utilizzo si protrasse anche nel medioevo, seppur in minor misura. Tuttavia si ha notizia di mezzi simili a carrozze nei documenti che testimoniano l'ingresso trionfale a Napoli, nel XIII secolo, effettuato da Beatrice di Provenza, moglie di Carlo I d'Angiò, su un carroccio ricoperto da un drappo decorato e quello di Milano nel 1271, effettuato da papa Gregorio X a bordo di una carretta chiusa da vetri.

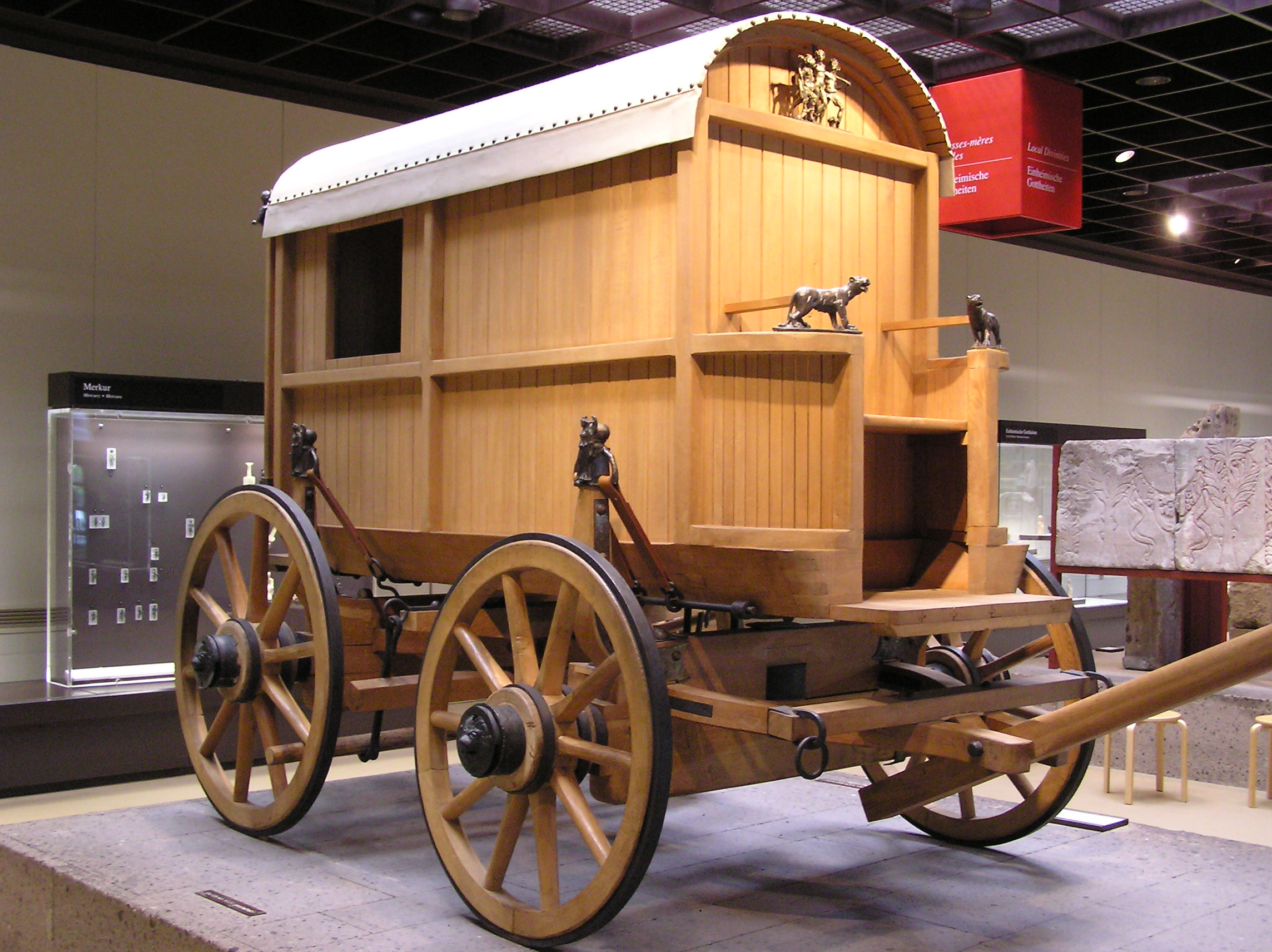
Una ricostruzione di una carrozza dell'epoca romana

Un esemplare di carrozza chiusa venne progettato e realizzato nel 1300 per le nozze di Galeazzo I Visconti e di Beatrice d'Este. Da quel momento l'utilizzo della carrozza si diffuse ma restò appannaggio delle sole famiglie nobili; a tal proposito documenti dell'epoca sembrerebbero testimoniare che Galeazzo Maria Sforza ne possedesse addirittura una dozzina.

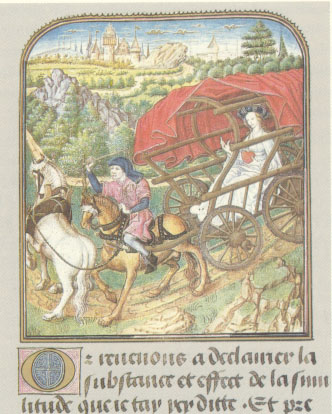
Una miniatura raffigurante una carrozza medievale in un codice del 1455

Fino alla metà del XV secolo andò di moda la veronese, ossia una carretta chiusa con un'unica cassa appoggiata sull'asse. Nello stesso periodo dall'Ungheria si diffuse un modello innovativo che prevedeva la sacca sospesa all'asse tramite cinghie e catene; questo modello prese la denominazione di cocchio, dal nome della località ungherese di Kocs in cui nacque.
Nel Cinquecento si sperimentarono i primi sistemi di sospensioni a molle, che però per una svariata serie di motivi, tra i quali le strade sconnesse, crearono allora molti inconvenienti. Se in Francia la carrozza si diffuse lentamente e nel 1500 a Parigi se ne contavano soltanto tre esemplari, alla fine del secolo in Inghilterra questo veicolo risultava ancora sconosciuto.
In Italia possedere un mezzo simile divenne una vera moda e, dalla metà del XVI secolo, le industrie ferraresi divennero le più rinomate produttrici internazionali. A Milano, tuttavia, una legge discriminatoria negava la concessione e l'uso della carrozza ai borghesi, mentre a Roma Sisto V limitò l'uso del mezzo per l'eccessivo rumore che frastornava i cittadini. Malgrado queste imposizioni l'impiego della carrozza divenne sempre più ricercato e, talvolta, un vero motivo di ostentazione come la carrozza di gala realizzata per le nozze di Odoardo I Farnese, che pesava ben sette quintali ed era capace di ospitare a bordo otto passeggeri. Dal 1556 la mania di ostentare carrozze sempre più ricche e impreziosite da bellezze artistiche costrinse le amministrazioni di alcune città come Bologna e, venticinque anni dopo, Mantova a introdurre un'ordinanza che limitasse l'impiego di ornamenti.

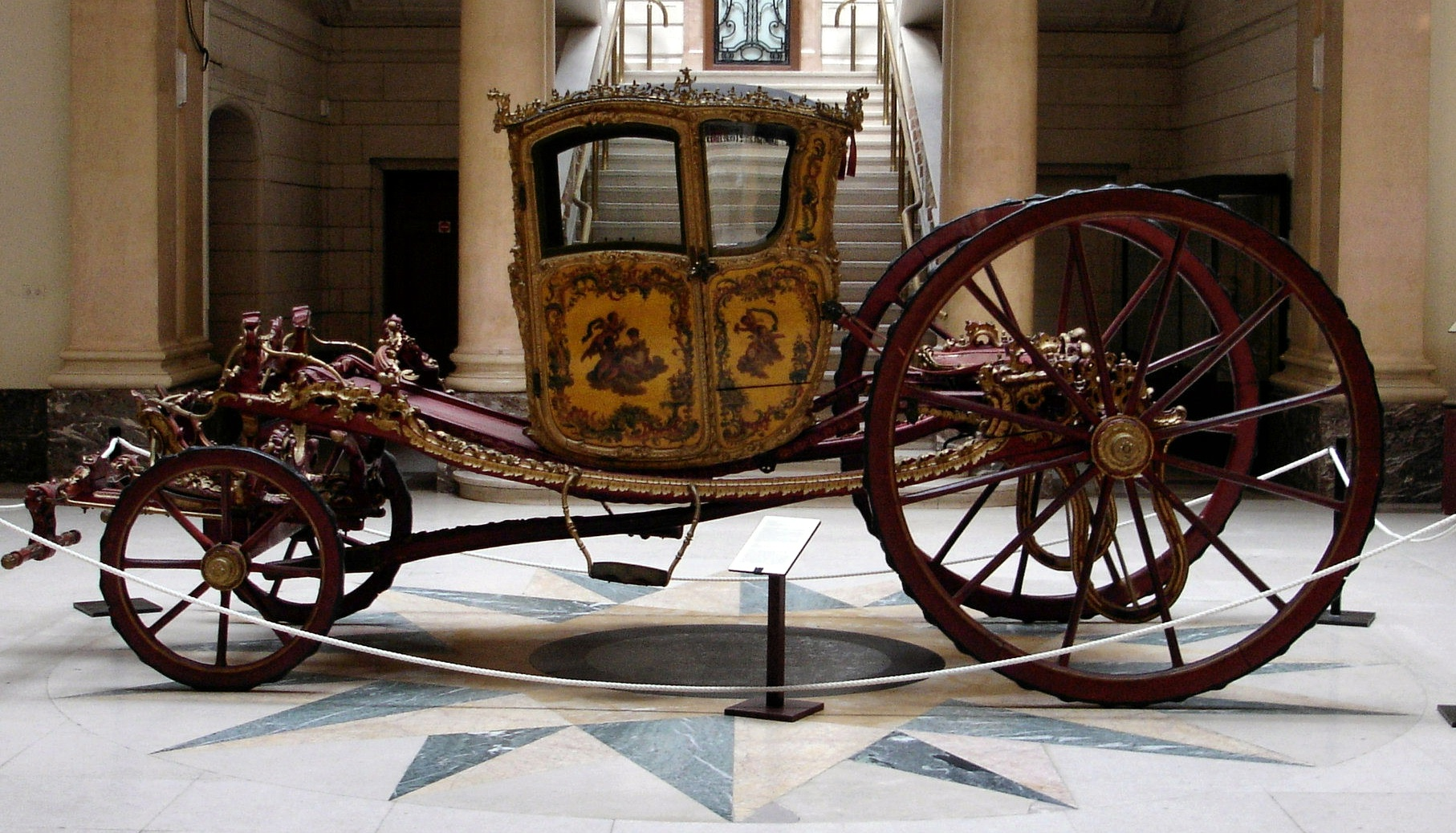
Un esemplare francese di coupé

In Francia la carrozza si affermò più lentamente ma divenne un mezzo indispensabile ai tempi di Luigi XV e di Luigi XVI, quando dilagò la moda del coupé, una vera e propria evoluzione della vecchia lettiga.
Nel Seicento, risentendo dell'influenza barocca, non mancarono ricchissimi esemplari adornati di sculture e questo sfarzo proseguì almeno fino alla fine del secolo, quando il miglioramento delle strade favorì lo sviluppo della carrozza da viaggio, sia pubblico che privato, aumentando quindi la semplicità decorativa del mezzo.

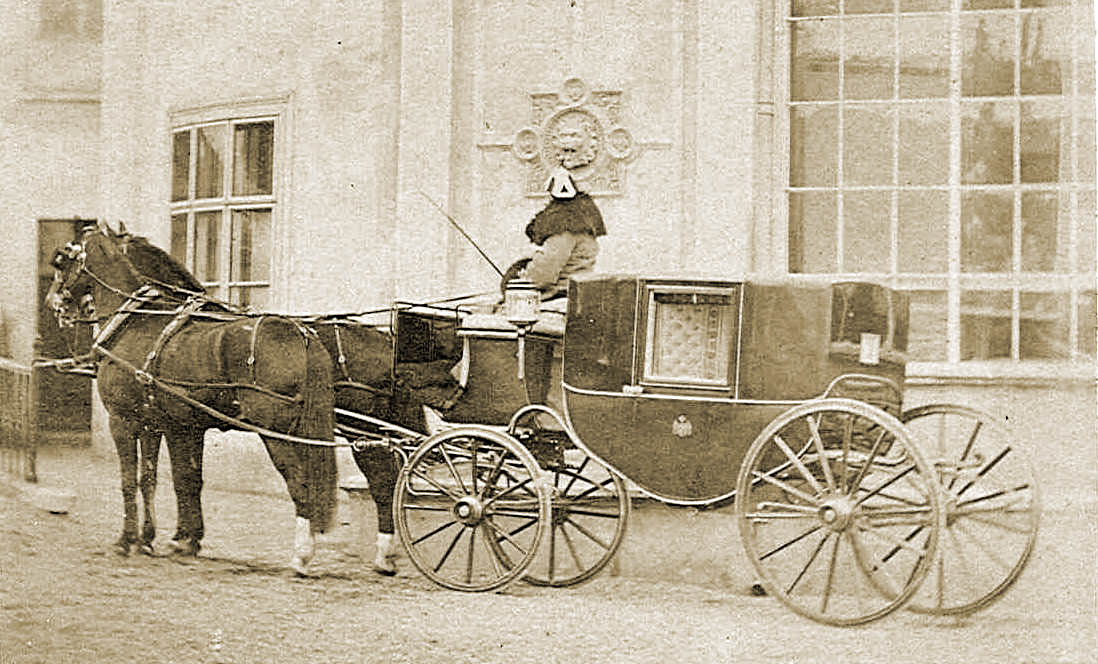
Un modello di carrozza "berlina" del 1870

Secondo attendibili testimonianze storiche la prima carrozza dell'epoca moderna con abitacolo chiuso da sportelli dotati di vetri nacque a Berlino nel 1670, su invenzione dell'architetto piemontese Filippo Di Chiese. Egli, abile progettista che si occupò principalmente di realizzazioni architettoniche tra cui il castello di Glienicke, fu architetto di corte presso Potsdam, vicino a Berlino, al servizio del principe elettore Federigo Guglielmo di Brandeburgo. Per suo volere Filippo Di Chiese realizzò questo primo modello di carrozza che, forse per la vicinanza alla capitale tedesca, venne chiamata "berlina".
Da allora, l'utilizzo della carrozza vide il suo apice divenendo il nuovo simbolo borghese con una diffusione capillare in tutta Europa e nel nuovo mondo in svariate versioni. Sempre alla fine del Seicento, in Italia, Milano conquistò il primato della sua diffusione con oltre 1.600 berline circolanti, costringendo le autorità a formulare i primi regolamenti stradali.
L'apice dell'uso delle carrozze e omnibus, soprattutto in tutte le fiorenti metropoli, si ebbe dagli anni '20 dell'800 fino a fine secolo, dopo di che declinò repentinamente.

### Omnibus

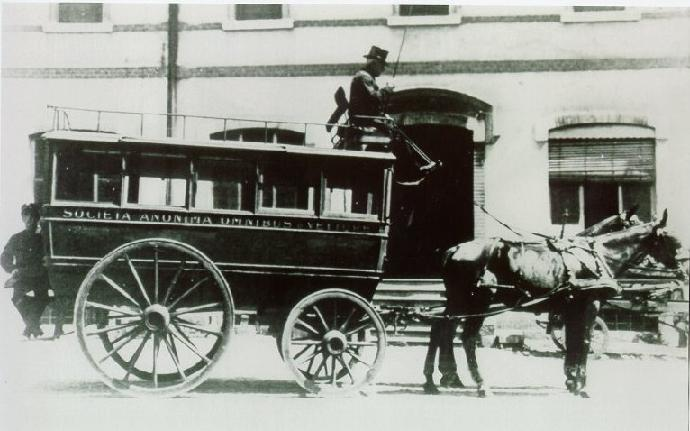
Un omnibus della S.A.O. di Milano

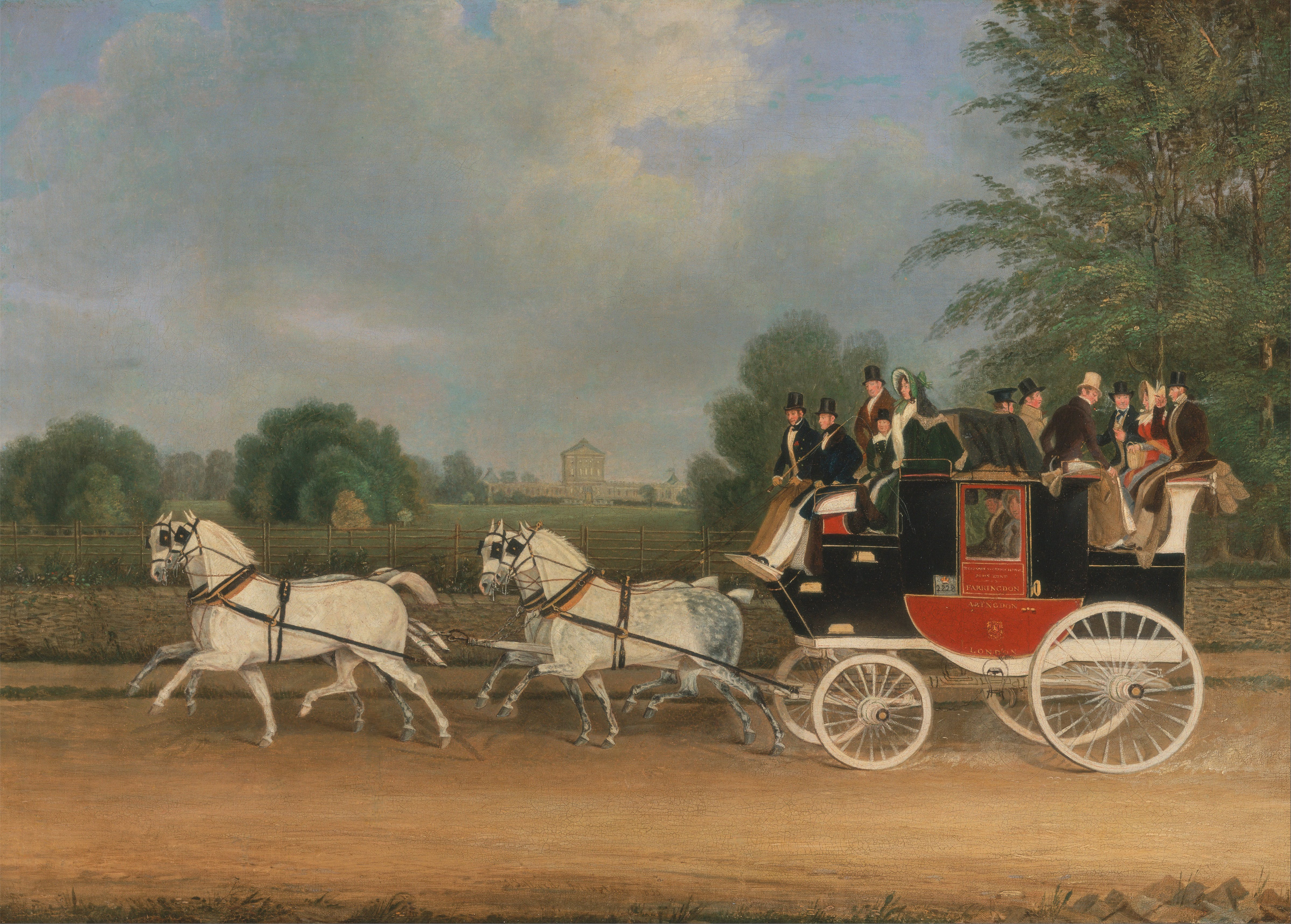
Un disegno che ritrae il coach che collegava Londra a Faringdon, 1835

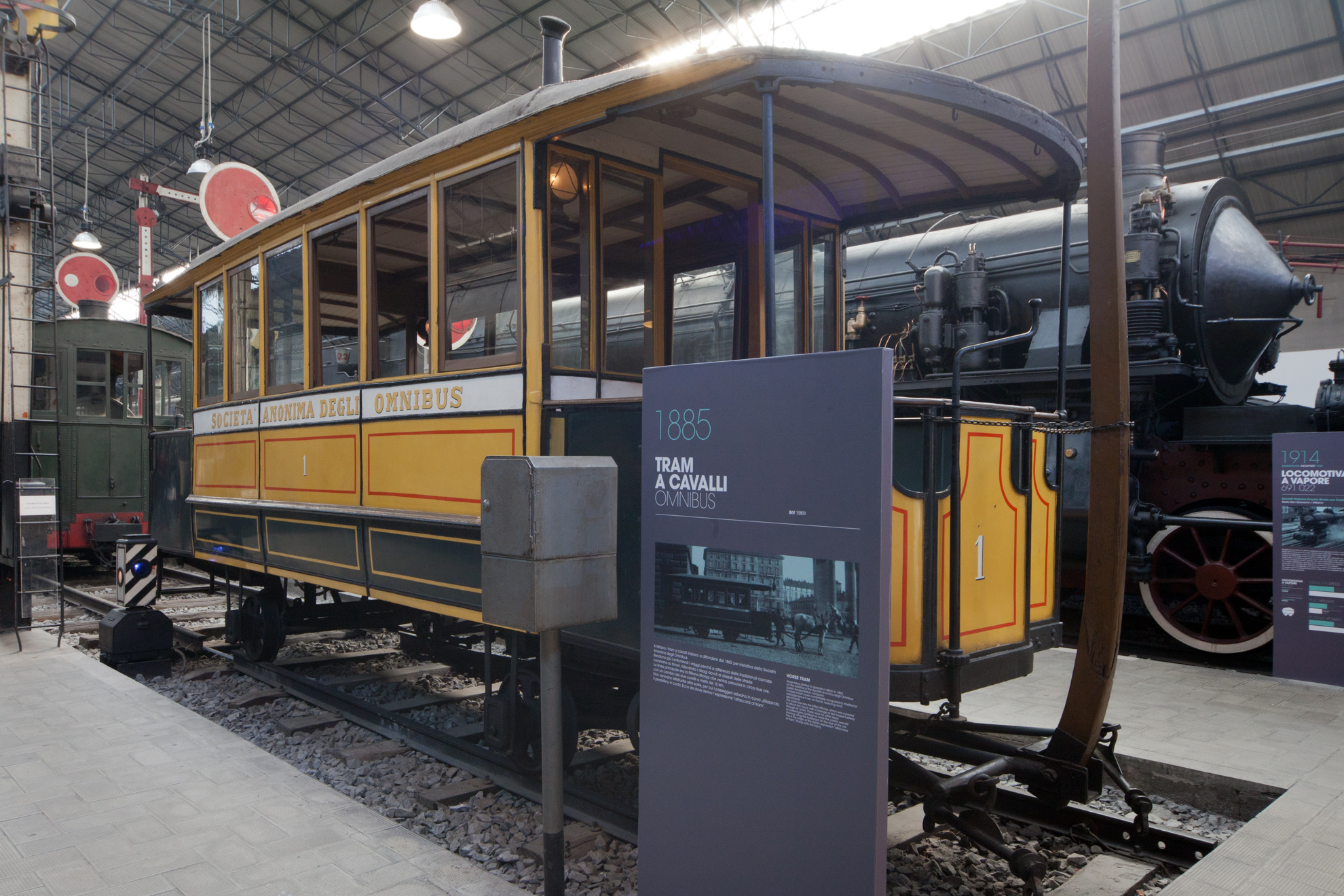
Omnibus a cavalli esposto al Museo nazionale della scienza e della tecnologia Leonardo da Vinci di Milano

Nel 1662 in Francia apparve per la prima volta l'omnibus. Trainato da una o due coppie di cavalli, esso consentiva il trasporto di circa una decina di persone grazie ad una carrozza più lunga e dotata di sedili interni rivolti verso il senso di marcia. Il suo successo non fu immediato e tornò alla ribalta a Parigi soltanto nel 1826 quando, grazie alle mutate condizioni sociali, divenne il principale modello di riferimento per i trasporti. 
In Italia nel 1835 fu inaugurato il primo servizio di omnibus che collegava Torino e Rivoli, mentre a Roma una prima linea di omnibus fu aperta nel 1845, con un tragitto che collegava piazza Venezia alla basilica di San Paolo.
Successivamente nel resto d'Europa gli omnibus assunsero il nome di coach o brougham, vocabolo talora trascritto "broom" e in italiano pronunciato come "brum", da cui il sostantivo "brumista" utilizzato nella lingua italiana.
Alla fine dell'Ottocento, con l'affermarsi dei mezzi di trasporto a motore, l'utilizzo della carrozza e dei mezzi a trazione animale declinò lentamente in favore del tram e del treno.